# Опітсат 1
Опітсат 1 (англ. Opitsat 1) — індіанська резервація в Канаді, у провінції Британська Колумбія, у межах регіонального округу Елберні-Клекват.

## Населення
За даними перепису 2016 року, індіанська резервація нараховувала 150 осіб, показавши скорочення на 3,8%, порівняно з 2011-м роком. Середня густина населення становила 208,2 осіб/км².
З офіційних мов обидвома одночасно не володів жоден з жителів, тільки англійською — 145. Усього 10 осіб вважали рідною мовою не одну з офіційних, з них усі — одну з корінних мов.
Працездатне населення становило 47,6% усього населення, усі були зайняті.

## Клімат
Середня річна температура становить 9,2°C, середня максимальна – 17,2°C, а середня мінімальна – 1,1°C. Середня річна кількість опадів – 3 140 мм.
| Клімат поселення                              | Клімат поселення | Клімат поселення | Клімат поселення | Клімат поселення | Клімат поселення | Клімат поселення | Клімат поселення | Клімат поселення | Клімат поселення | Клімат поселення | Клімат поселення | Клімат поселення | Клімат поселення |
| Показник                                      | Січ.             | Лют.             | Бер.             | Квіт.            | Трав.            | Черв.            | Лип.             | Серп.            | Вер.             | Жовт.            | Лист.            | Груд.            |                  |
| Середній максимум, °C                         | 8,31             | 9,08             | 9,45             | 11,31            | 13,94            | 16,10            | 16,25            | 17,17            | 15,86            | 12,13            | 8,98             | 7,12             |                  |
| Середня температура, °C                       | 4,69             | 5,47             | 5,83             | 7,69             | 10,33            | 12,50            | 14,06            | 15,00            | 13,67            | 9,94             | 6,81             | 4,95             |                  |
| Середній мінімум, °C                          | 1,07             | 1,87             | 2,21             | 4,07             | 6,71             | 8,89             | 11,87            | 12,81            | 11,47            | 7,77             | 4,61             | 2,75             |                  |
| Норма опадів, мм                              | 447              | 329              | 319              | 259              | 150              | 122              | 70               | 83               | 128              | 340              | 467              | 426              |                  |
| Середньомісячна швидкість вітру, м/с          | 4.81             | 4.42             | 4.50             | 4.36             | 4.10             | 3.97             | 3.77             | 3.42             | 3.39             | 4.01             | 4.75             | 4.81             |                  |
| Середньомісячна сонячна радіація, кДж/м²·день | 3046             | 5795             | 9605             | 14102            | 18010            | 19221            | 19620            | 16815            | 12587            | 6922             | 3526             | 2372             |                  |
| --------------------------------------------- | ---------------- | ---------------- | ---------------- | ---------------- | ---------------- | ---------------- | ---------------- | ---------------- | ---------------- | ---------------- | ---------------- | ---------------- | ---------------- |
| Джерело:                                      |                  |                  |                  |                  |                  |                  |                  |                  |                  |                  |                  |                  |                  |